# Darnell Jackson

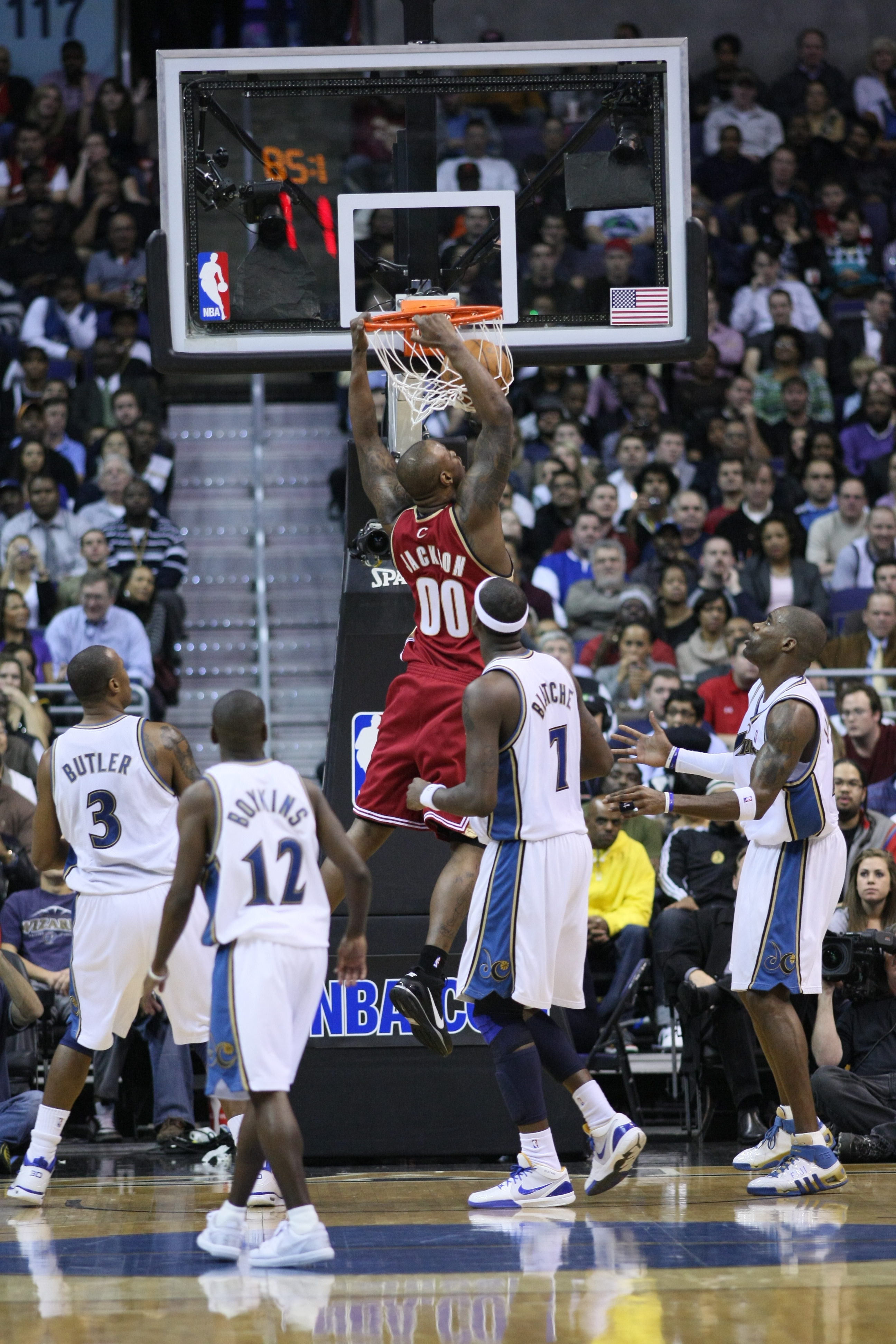
Darnell Jackson wykonujący wsad, jako zawodnik Cleveland Cavaliers.

Darnell Edred Jackson (ur. 7 listopada 1985 w Oklahoma City) – amerykański koszykarz występujący na pozycjach silnego skrzydłowego oraz środkowego.
5 września 2016 został zawodnikiem Rosy Radom. 13 lipca 2017 został zawodnikiem francuskiego Boulazac Basket Dordogne. 21 grudnia zawarł kontrakt z greckim klubem PAOK Saloniki.
24 października 2019 dołączył do PGE Spójni Stargard. 10 stycznia 2020 podpisał umowę z BM Slam Stalą Ostrów Wielkopolski.

## Osiągnięcia
Stan na 21 lipca 2020, na podstawie, o ile nie zaznaczono inaczej.
NCAA
- Mistrz:
  - NCAA (2008)
  - turnieju konferencji Big 12 (2006, 2007, 2008)
  - sezonu regularnego konferencji Big 12 (2005–2008)
- Uczestnik rozgrywek:
  - Elite Eight turnieju NCAA (2007, 2008)
  - turnieju NCAA (2005–2008)
- Zaliczony do:
  - III składu Big 12 (2008)
  - składu zawodników, którzy poczynili największy postęp w konferencji Big 12 (2008)

Drużynowe
- Mistrz Ukrainy (2012)
- Zdobywca Superpucharu Polski (2016)[8]